# Vittorio Brambilla
Vittorio Brambilla (Monza, 11 de novembro de 1937 — Lesmo, Milão, 26 de maio de 2001) foi um automobilista italiano de Fórmula 1 que correu nas escuderias March, Surtees e Alfa Romeo. Era apelidado de "O Gorila de Monza".

## Carreira
Começou a correr em motocicletas em 1957 e ganhou o título nacional italiano de 175cc em 1958. Antes de se converter em mecânico, também disputou corridas de Kart. Regressou às competições em 1968, na categoria de Fórmula 3 e ganhou o campeonato italiano em 1972; nesse momento já estava a correr em Fórmula 2, onde ganhou várias corridas e conseguiu comprar o seu lugar na Fórmula 1.
O seu momento mais importante chegou no Österreichring em 1975, quando ganhou o Grande Prémio da Áustria numa corrida chuvosa. É recordado por ter feito um pião, partindo o nariz do seu carro enquanto se mostrava a bandeira quadriculada e ao completar a volta de desaceleração com a frente do seu carro destruído, e saudando a multidão. No entanto, como a corrida teve de ser diminuída, só recebeu 4,5 pontos em lugar dos 9 correspondentes.
Durante os dois anos seguintes, Brambilla sofreu vários acidentes e avarias mecânicas, incluindo uma enquanto liderava na Suécia. Num acidente múltiplo em Monza em 1978, onde Ronnie Peterson morreu, sofreu ferimentos severos, mas recuperou-se e continuou a correr brevemente para a escuderia Alfa Romeo em 1979 e 1980, até se retirar. 
Vittorio Brambilla faleceu em 26 de maio de 2001, de um ataque cardíaco, aos 63 anos, em sua casa de Camparada di Lesmo, cidadezinha perto de Monza (Norte do país).

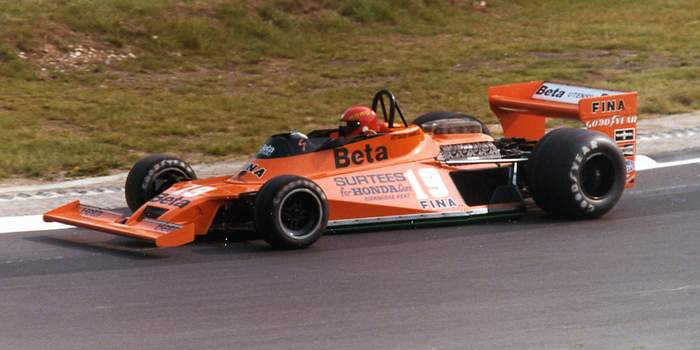
Brambilla guiando pela Surtees no Grande Prêmio da Grã-Bretanha de 1978.